# 3 SPLASH
「3 SPLASH」（スリー・スプラッシュ）は、2009年7月8日にリリースされた日本の歌手・倖田來未の44枚目のシングル。発売元はrhythm zone。

## 解説
- 倖田來未名義としては、42枚目のシングル「stay with me」から、約7か月振りのリリースとなる。2006年から毎年続いている夏の数曲入りシングルであり、本作は3曲となっている。全曲にタイアップが付いている。また、「4 hot wave」以来となるインストが入っている。
- 「CDのみ」、「CD＋DVD」＋初回限定オリジナルポーチ付、「CD＋DVD＋Remix」の3形態での発売となる。ジャケットもそれぞれ異なっている。2008年の41枚目のシングル「TABOO」から続いた「ファンクラブ限定盤」の発売は、本作から見送られた。
- 「Lick me ♥」は、パチンコ台の第2弾SANKYO「KODA KUMI FEVER LIVE IN HALLⅡ」CMソングであり、自信を持って恋をしようと歌ったポップなアップ・チューンとなっている[1]。CD発売に先駆けて、6月10日より先行配信を開始した着うたは、レコチョク・デイリーランキングで6日間連続1位を記録。6月17日付の同週間ランキングでも初登場1位を記録した[2]。
- 「ECSTASY」は、music.jp TV-CFソングであり、エレクトロなダンスナンバーとなっている[3]。
- 「走れ!」は、NTTコミュニケーションズ 「MUSICO（ミュージコ♪）」TV-CFソング 、TBS系全国ネット『S☆1』 テーマ曲であり、バンド・サウンドのロック・ナンバーとなっている[1]。
本曲のみ長らくアルバム未収録となっていたが、2021年にリリースされたオールタイムベストアルバム『BEST 〜2000-2020〜』のファンクラブ限定盤において、初めて収録された。
- 5月末からの「KODA KUMI FEVER LIVE IN HALLⅡ」CMオンエア時より本作への問い合わせが殺到し、限定生産盤として発売されるオリジナルポーチ付CDは、主要ECサイトで軒並み完売となり、入手困難となった[2]。

## 収録曲

### CD

#### CD+DVD・通常盤
1. 09:00 A.M.［Intro］ - [0:42]
作曲・編曲：YU
2. Lick me ♥ - [3:29]
作詞：Kumi Koda
作曲：YOO
編曲：Hiroto Suzuki
3. ECSTASY - [3:27]
作詞・作曲・編曲：HUM
4. 12:35 P.M.［Interlude］ - [0:23]
作曲・編曲：YU
5. 走れ! - [4:10]
作詞：Kumi Koda
作曲：Kousuke Oshima
編曲：Shinjiro Inoue
6. 12:00 A.M.［Outro］ - [4:10]
作曲・編曲：YU

#### CD+Remix盤
1. 09:00 A.M.［Intro］
2. Lick me ♥
3. ECSTASY
4. 12:35 P.M.［Interlude］
5. 走れ!
6. 04:20 P.M.［Interlude］
7. Lick me ♥ (Q;indivi-Yusuke Tanaka Remix) - [3:34]
8. ECSTASY (Caramel Pod E Remix) - [5:53]
9. 走れ! (420 Remix) - [4:54]
10. 12:00 A.M.［Outro］

### DVD【CD+DVD・CD+Remix盤共通】
1. Lick me ♥ (Music Video)
2. ECSTASY (Music Video)
3. 走れ! (Music Video)

## タイアップ
- SANKYO「KODA KUMI FEVER LIVE IN HALLⅡ」CMソング (#1)
- music.jp TV-CFソング (#2)
- NTTコミュニケーションズ 「MUSICO（ミュージコ♪）」TV-CFソング (#3)
- TBS系全国ネット『S☆1』テーマ曲 (#3)

## 収録アルバム
- Lick me ♥
  - 『UNIVERSE』
  - 『SUMMER of LOVE』
  - 『BEST 〜2000-2020〜』(ファンクラブ限定盤)
- ECSTASY
  - 『UNIVERSE』
  - 『BEST 〜2000-2020〜』(ファンクラブ限定盤)
- 走れ!
  - 『SUMMER of LOVE』(ビデオクリップのみ)
  - 『BEST 〜2000-2020〜』(ファンクラブ限定盤)
- ECSTASY "Caramel Pod E Remix"
  - 『KODA KUMI DRIVING HIT'S 2』

## 収録ライブ映像
- Lick me ♥
  - 『KODA KUMI LIVE TOUR 2009 〜TRICK〜』
  - 『KODA KUMI 2009 TAIWAN』
    - 『MY NAME IS...』(ファンクラブ限定盤)

  - 『KODA KUMI LIVE TOUR 2010 〜UNIVERSE〜』
  - 『Dream music park』(Dejavu)
  - 『KODA KUMI 10th Anniversary 〜FANTASIA〜 in TOKYO DOME』
  - 『KODA KUMI LIVE TOUR 2011 〜Dejavu〜』
  - 『a-nation'09』(Beach Mix)
  - 『Koda Kumi 15th Anniversary First Class 2nd LIMITED LIVE at STUDIO COAST』(WALK OF MY LIFE、ファンクラブ限定盤)
  - 『Koda Kumi 15th Anniversary Premium Live』(WINTER of LOVE、ファンクラブ限定盤)
  - 『KODA KUMI LIVE TOUR 2016 〜Best Single Collection〜』
- ECSTASY
  - 『KODA KUMI LIVE TOUR 2009 〜TRICK〜』
  - 『KODA KUMI 2009 TAIWAN』
  - 『KODA KUMI LIVE TOUR 2010 〜UNIVERSE〜』
  - 『Dream music park』(Dejavu、remixバージョン)
  - 『a-nation'09』(Beach Mix)
  - 『Koda Kumi Fanclub Live Tour ～Let's Party Vol.2～』(Bon Voyage、ファンクラブ限定盤)
  - 『KODA KUMI LIVE TOUR 2018 -DNA-』(メドレー)
  - 『KODA KUMI 19TH → 20TH ANNIVERSARY EVENT』(Bonus Footage)
    - 『KODA KUMI LIVE TOUR 2019 re(LIVE) -Black Cherry- & -JAPONESQUE-』(ファンクラブ・HMV限定盤)
- 走れ!
  - 『KODA KUMI LIVE TOUR 2009 〜TRICK〜』
  - 『KODA KUMI LIVE TOUR 2010 〜UNIVERSE〜』
    - 『MY NAME IS...』(ファンクラブ限定盤)

  - 『Dream music park』(Dejavu)
  - 『KODA KUMI "ETERNITY〜Love & Songs〜"at Billboard Live』